# بين كونينغهام
بين كونينغهام (بالإنجليزية: Ben Cunningham)‏ هو رسام أمريكي، ولد في 1904 في كريبل كريك في الولايات المتحدة، وتوفي في 1975.